# Kaplica grobowa księdza Markiefki w Mysłowicach
Kaplica grobowa księdza Markiefki w Mysłowicach – kaplica w Mysłowicach, położona na terenie tzw. „starego cmentarza” przy ulicy Mikołowskiej, w dzielnicy Mysłowice Centrum, wzniesiona w latach 1858 roku, wpisana do rejestru zabytków nieruchomych województwa śląskiego. 

## Historia
Cmentarz mysłowickiej parafii Najświętszego Serca Pana Jezusa został poświęcony w 1811 roku, ale nie było na nim kaplicy do odprawiania nabożeństw i dopiero po niespełna pięćdziesięciu latach proboszcz mysłowicki ks. Ludwik Markiefka zrealizował plany budowy odpowiedniego obiektu. Kaplicę wzniesiono w 1858 roku. Ks. Ludwik Markiefka zmarł niespełna rok po oddaniu kaplicy do użytku i został w niej pochowany jako pierwszy.
Ks. Ludwik Markiefka kaplicę wzniósł bez współudziału władz kościelnych, a też nie zostały pozostawione żadne fundusze na jej utrzymanie. Kiedy 14 sierpnia 1867 roku wizytację kościelną odbywał ks. dziekan Pressfreund, kaplica ks. Ludwika Markiefki była już dosyć poniszczona i groziła zawaleniem.
18 września 2003 roku kaplicę wpisano do rejestru zabytków nieruchomych.

## Charakterystyka
Kaplica grobowa ks. Ludwika Markiefki położona jest na tzw. „starym cmentarzu” przy ulicy Mikołowskiej w Mysłowicach, na terenie dzielnicy Mysłowice Centrum. Zlokalizowana jest ona przy głównej alei cmentarza, około 100 metrów od głównej bramy.
Jest to obiekt murowany z cegły, z cokołem licowanym ciosami piaskowca, zbudowana na rzucie ośmioboku z występującymi ryzalitowo bocznymi kruchtami. W nich znajduje się otwór wejściowy zamknięty półkoliście, a zwieńczone są daszkami dwuspadowymi. Kaplicę obiega kostkowy gzyms z cegły, powyżej którego wykonano gzyms arkadowy. Tam też znajdują się niewielkie, zamknięte półkoliście okienka, które wraz z blendami i otworem wejściowym są obramione półkolistymi ceglanymi arkadami. Kaplica nakryta jest kopułą z sygnaturką zwieńczoną mniejszą kopułką i kulą. Powierzchnia użytkowa kaplicy wynosi około 15 m², a kubatura 96 m³.
Wnętrze kaplicy jest jednoprzestrzenne, z czterema wnękami. Wyposażono ją w ołtarz z drewnianą rzeźbą – Pietą, a także w murowaną mensę, płytę epitafijną poświęconą ks. Ludwikowi Markiefce z białego marmuru w posadzce i neogotyckie krzesło.
Architektonicznie kaplica reprezentuje styl historyzmu z elementami neorenesansowymi. Kaplica wpisana jest do rejestru zabytków nieruchomych pod nr. A/94/03 – granice ochrony obejmują budynek kaplicy. Użytkownikiem obiektu jest rzymskokatolicka parafia Najświętszego Serca Pana Jezusa w Mysłowicach.

## Galeria

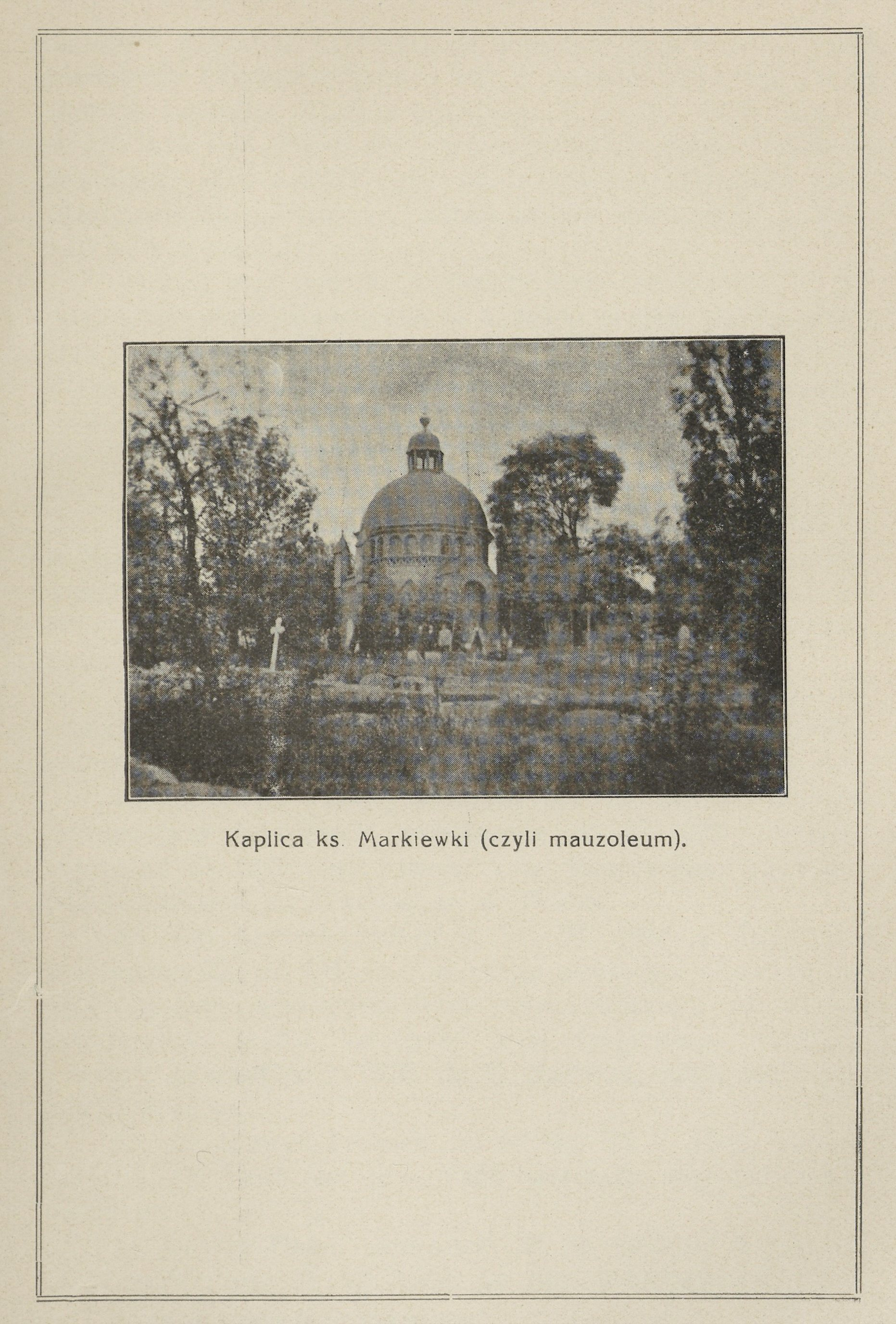
Kaplica na zdjęciu z 1934 roku
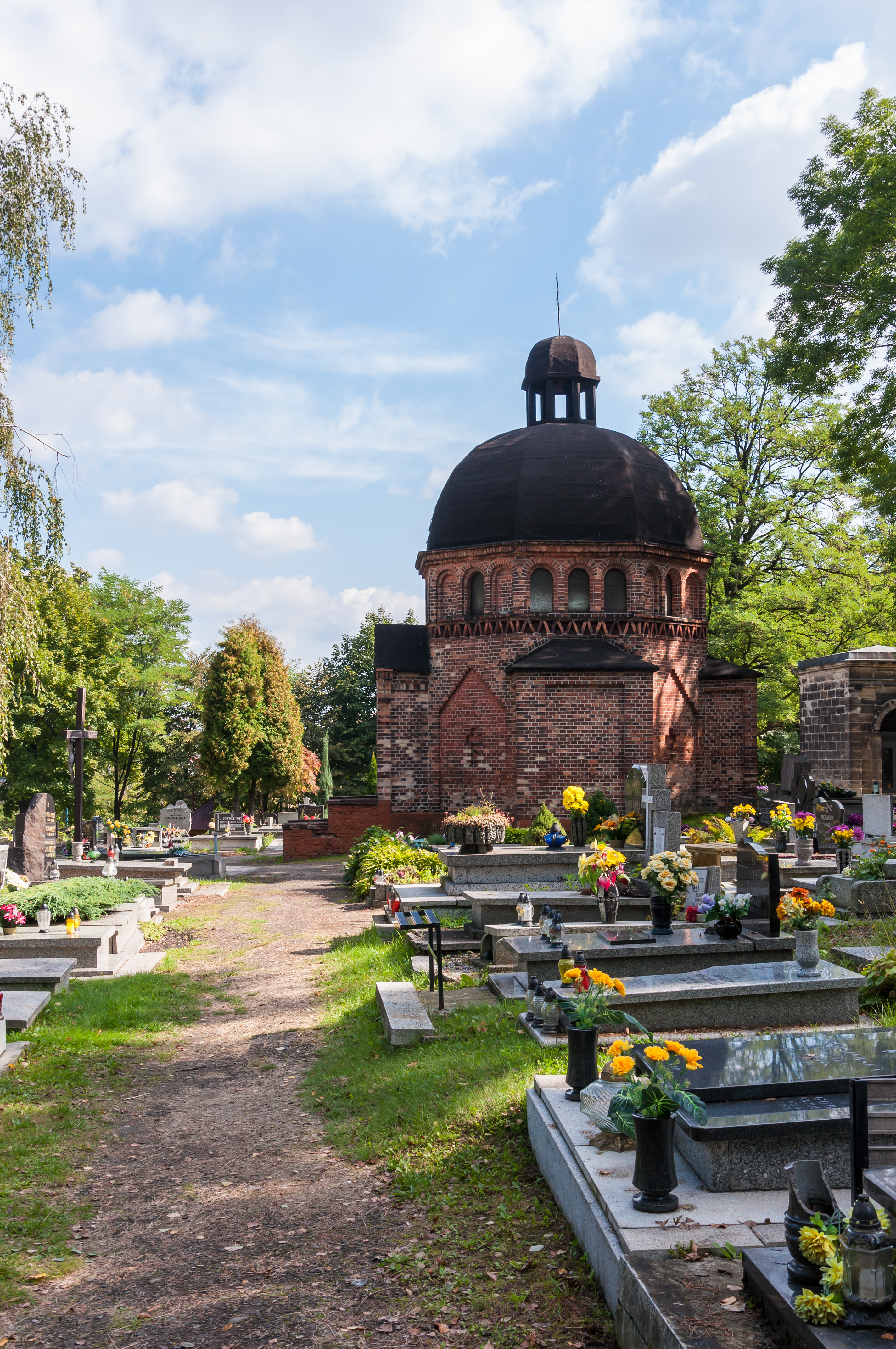
Kaplica od strony zachodniej (2013)
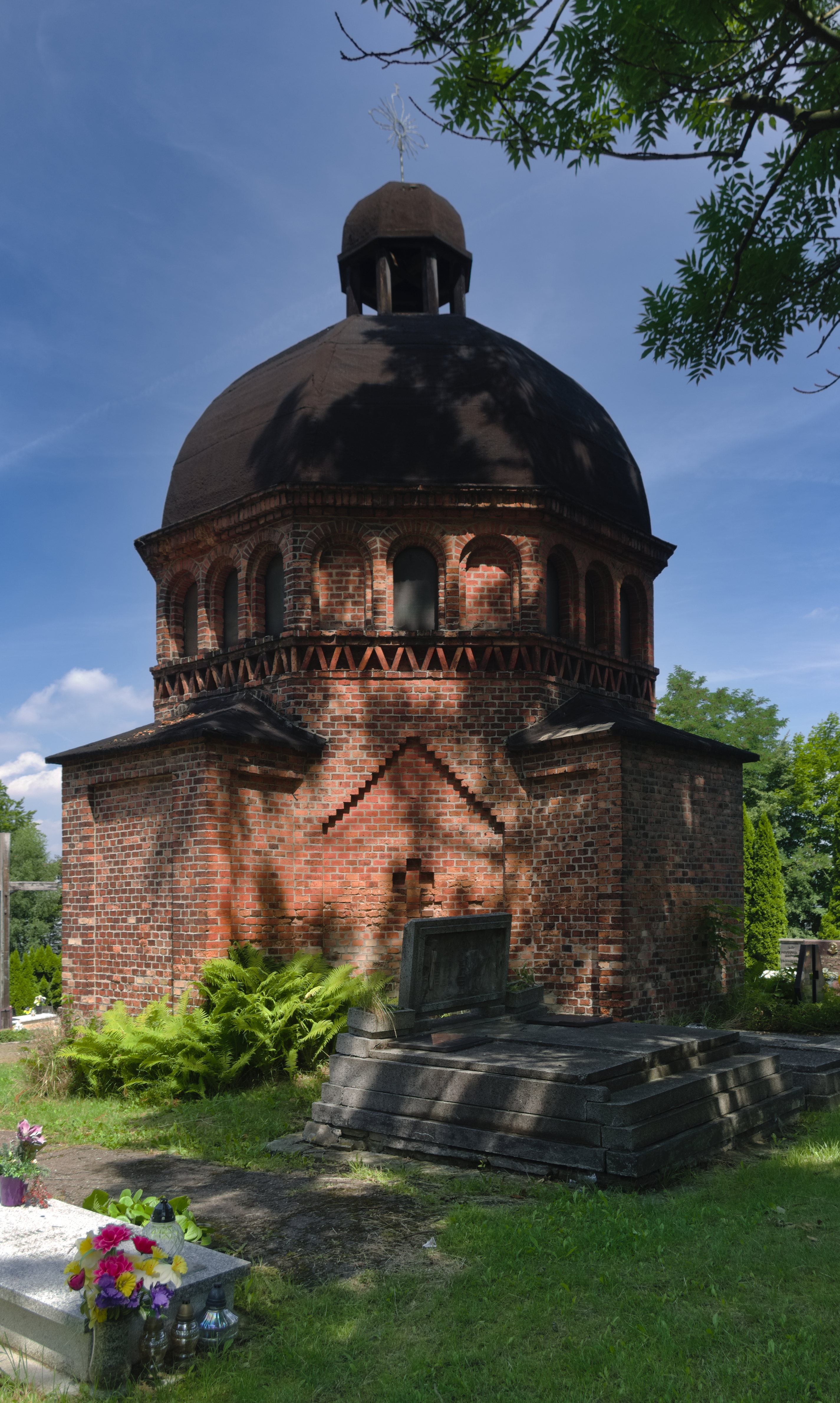
Kaplica od strony południowo-zachodniej (2021)